# Ethel Waters
Ethel Waters (Chester (Pennsylvania), 31 oktober 1896 – Los Angeles, 1 september 1977) was een Amerikaanse jazzzangeres en actrice.

## Biografie
Waters zong bij voorkeur jazz, maar ook gospelmuziek, bekende Broadway-melodieën en samen met bigbands. Voor de auteur Will Friedwald zijn haar verwijzingen naar zwart-witte popmuziek ambivalent. Ze staat sterk in de traditie van de omvangrijke vaudeville van de vroege jaren 1920 en daarvoor, evenals de moderne jazz-beïnvloede popmuziek die volgde op Louis Armstrong en Bing Crosby. Ze groeide op in de buurt van Philadelphia, werkte als dienstmeisje en trouwde voor het eerst op 12-jarige leeftijd. Ze onderwees zichzelf in zingen. Ze werd ontdekt in een talentwedstrijd en kreeg haar eerste verbintenis. In de zomer van 1921 ontving ze haar eerste platencontract van Black Swan Records. Samen met Fletcher Henderson redde ze het bedrijf van het faillissement. Ze was een van de eerste bekende jazzzangeressen en was georiënteerd op Bessie Smith. Ethel Waters trotseerde racisme door talent en moed. Haar bekendheid nam toe toen ze populaire liedjes als Am I Blue? en Stormy Weather in nachtclubs zong. Het nummer Dinah bracht haar groot succes bij het blanke publiek.
Waters slaagde erin de overgang te maken van de jazz van de jaren 1920 naar de 'popmuziek' van de jaren 1930. Ze beïnvloedde veel zangers zoals Mildred Bailey, Lee Wiley en Connee Boswell. Met haar man, trompettist Eddie Mallory, reisde ze door de Verenigde Staten en verscheen ze op Broadway in de revues Africana (1927), As Thousands Cheer (1933) en At Home Abroad (1935). De grote invloed van Armstrong weerspiegelde zich in 1928 in haar versie van de West End Blues.
In 1929 verscheen Waters voor het eerst in de bioscoop in de filmmusical On With the Show van Warner Brothers. Het nummer Am I Blue? werd haar eerste nummer 1-hit in de Billboard Top 30. In 1933 nam ze het Irving Berlin-nummer Harlem on My Mind op voor Columbia Records, dat afkomstig was van de Broadway-show As Thousands Cheer en als een parodie op Josephine Baker. Het bevatte de regel 'damn refined', die haar eigen persoonlijkheid volgt. Haar tweede nummer 1-hit was Stormy Weather, dat Harold Arlen eerder schreef voor de 22e Cotton Club Parade. Toen de aangewezen Cab Calloway niet beschikbaar was, werd het gezongen door Ethel Waters, begeleid door het Duke Ellington Orchestra. Voor de opname van het nummer werd ze begeleid door een studioband rond Bunny Berigan, Joe Venuti en Tommy en Jimmy Dorsey.
In 1940 speelde ze de hoofdrol in de musical Cabin in the Sky van Vernon Dukes Broadway-musical. In de filmversie zong ze Happiness Is a Thing Called Joe. Waters wisselde later naar dramatische rollen zonder zang. Ze ontving grote erkenning voor haar uitvoeringen in de speelfilm Pinky en The Member of the Wedding. In 1951 schreef ze haar autobiografie His eye is on the sparrow met Charles Samuels. Na 1960 wijdde zij zich volledig aan religieus werk met en voor de evangelist Billy Graham. Ethel Waters werd in 1984 postuum opgenomen in de Gospel Music Hall of Fame door de Gospel Music Association.

## Overlijden
Ethel Waters overleed in september 1977 op bijna 81-jarige leeftijd.

## Onderscheidingen
- 1950: Oscar-nominatie, beste vrouwelijke bijrol voor Pinky
- 1962: Emmy-nominatie, beste actrice voor Route 66

## Discografie
- Album 1921–24
- Incomparable Ethel Waters
- Cocktail Hour
- Takin’ A Chance on Love
- On Stage and Screen (Columbia)
- Push Out, 1938–39 (Jazz Archives) (bevat de opnamen voor Bluebird Records)

## Filmografie
- 1942: Tales of Manhattan
- 1942: Cairo
- 1943: Cabin in the Sky
- 1943: Stage Door Canteen
- 1949: Pinky
- 1952: The Member of the Wedding
- 1959: The Sound and the Fury
- 1971: Something Special

- Bibsys: 4090963
- Bibliothèque nationale de France: cb13901027d (data)
- CiNii: DA09039898
- Gemeinsame Normdatei: 118629441
- International Standard Name Identifier: 0000 0000 8035 0780
- Library of Congress Control Number: n84149705
- Nationale Bibliotheek van Letland: 000069896
- MusicBrainz: ab55e9c9-d475-4fa5-a903-06ff270b1e75
- National Archives and Records Administration: 18542587
- Nationale Bibliotheek van Tsjechië: ola2002159372
- Nationale bibliotheek van Australië: 35748245
- Nationale Bibliotheek van Israël: 987007278678305171
- Nationale Bibliotheek van Polen: a0000003518060
- Nationale en Universitaire bibliotheek Zagreb: 000545150
- Nederlandse Thesaurus van Auteursnamen: 101791127
- SNAC: w6hn5zmk
- Système universitaire de documentation: 076451674
- Trove: 1069356
- Virtual International Authority File: 105261364
- WorldCat: E39PBJfxcw6CfCchWMJKxbHwG3